# 無酸素銅
無酸素銅（むさんそどう、OFC：Oxygen-Free Copper）とは、一般的に酸化物を含まない99.96%以上の高純度銅のことを指す。日本工業規格では無酸素銅（JIS H 3100, C1020）および電子管用無酸素銅（JIS H 3510, C1011）が規定されている。
残存酸素量は10ppm (0.001%)以下で、高温に加熱しても水素脆化を生じない。
広くケーブルの導体として使われている純度99.90%（3N）程度のタフピッチ銅と比較すると、より抵抗や歪みが少なく工業的に優れている。また、ガス放出が少ないために真空機器（ガスケット等）に広く使われている。
タフピッチ銅と同じく、大気中では表面が必ず酸化する。

## 音響機器としての用途
音響機器や電子楽器の用途では、無酸素銅で作られた信号ケーブルをOFCケーブルと呼び、音源（レコードプレーヤー・CDプレーヤー・アンプ・楽器・マイクロフォンなど）、録音・編集機器（ミキシング・コンソール・エフェクター・DAT・PC専用USB接続オーディオキャプチャーインターフェースなど）、出力機器（スピーカー・ヘッドフォンなど）を接続するために広く用いている。また、より高純度なハイクラス無酸素銅（主に99.9999%（6N）以上の高価な無酸素銅）を用いて作られたケーブルも存在し、その価格は数万円から数十万円に到る場合もある。
高木(1986)によれば、1972年よりも前に有名な電線会社の技師長が、無酸素銅線により音質が変化するかの実験を行ったとされる。